# Ragnhild Genoveva
Ragnhild Genoveva, var en norsk abbedissa. Hon var abbedissa vid Gimsøy kloster omkring tiden 1388-1395.
Hon antog förmodligen namnet Genoveva efter St Geneviève då hon blev nunna. 
Hon nämns först år 1351 som en av medlemmarna i Nonneseter kloster, Oslo, angående pantsättningen av gården Sinsen.
Hon nämns vid tre tillfällen, 1388, 1392 och 1395, som abbedissa i Gimsøy kloster. Hon är den fjärde abbedissan vars namn är bevarat. År 1388 klagdae hon inför biskop Eystein Aslaksson av Oslo över att en präst nekade intäkter från ett klostergods. 1392 skiftade hon flera gårdar till biskop Eystein Aslaksson. Det dokumentet anses speciellt intressant, eftersom Eivind Vågslid bedömer att det var skrivet av henne själv. Det är därmed ett av få norske medeltida dokument skrivet av en kvinna. 1395 är hon nämnd i förbindelse med att biskopen besökte klostret under ett bondeuppror.
Ragnhilds gate i Skien anges traditionellt ha fått sitt namne efter Ragnhild Genoveva. 